# Kentaro Sawada
Kentaro Sawada (沢田 謙太郎 Sawada Kentaro?,  nacido el 15 de mayo de 1970 en Kanagawa) es un exfutbolista japonés que se desempeñaba como centrocampista.
Sawada jugó 4 veces para la selección de fútbol de Japón entre 1995 y 1996.

## Trayectoria

### Clubes
| Club                | País  | Año         |
| ------------------- | ----- | ----------- |
| Kashiwa Reysol      | Japón | 1993 - 1998 |
| Sanfrecce Hiroshima | Japón | 1999 - 2003 |

### Selección nacional
| Selección | País  | Año         |
| --------- | ----- | ----------- |
| Absoluta  | Japón | 1995 - 1996 |

## Estadística de equipo nacional
| Selección de Japón | Selección de Japón | Selección de Japón |
| Año                | Part.              | Goles              |
| ------------------ | ------------------ | ------------------ |
| 1995               | 2                  | 0                  |
| 1996               | 2                  | 0                  |
| Total              | 4                  | 0                  |